# Урбанкрест (Охајо)
Урбанкрест (енгл. Urbancrest) град је у америчкој савезној држави Охајо.

## Демографија
По попису из 2010. године број становника је 960, што је 92 (10,6%) становника више него 2000. године.
| Група             | 2000.       | 2010.       |
| Белци             | 194 (22,4%) | 231 (24,1%) |
| Афроамериканци    | 503 (57,9%) | 529 (55,1%) |
| Азијати           | 122 (14,1%) | 28 (2,9%)   |
| Хиспаноамериканци | 12 (1,4%)   | 36 (3,8%)   |
| Укупно            | 868         | 960         |